# 21704 Mikkilineni
A 21704 Mikkilineni (ideiglenes jelöléssel 1999 RD85) a Naprendszer kisbolygóövében található aszteroida. A LINEAR projekt keretében fedezték fel 1999. szeptember 7-én.